# Municipio de Dysartsville
El municipio de Dysartsville (en inglés: Dysartsville Township) es un municipio ubicado en el  condado de McDowell en el estado estadounidense de Carolina del Norte. En el año 2010 tenía una población de 3450 habitantes.

## Geografía
El municipio de Dysartsville se encuentra ubicado en las coordenadas 35°35′54.45″N 81°52′12.37″O / 35.5984583, -81.8701028.